# Taruga
Taruga is een geslacht van kikkers uit de familie schuimnestboomkikkers (Rhacophoridae). De groep werd voor het eerst wetenschappelijk beschreven door Madhava Meegaskumbura, Suyama Meegaskumbura, Gayan Bowatte, Kelum Manamendra-Arachchi, Rohan Pethiyagoda, James Hanken en Christopher J. Schneider in 2010.
Er zijn drie soorten die voorkomen in delen van Azië en allemaal endemisch zijn in Sri Lanka.

## Taxonomie
Geslacht Taruga
- Soort Taruga eques
- Soort Taruga fastigo
- Soort Taruga longinasus

Beddomixalus · 
Chiromantis · 
Feihyla · 
Ghatixalus · 
Gracixalus · 
Kurixalus · 
Liuixalus · 
Mercurana · 
Nasutixalus · 
Nyctixalus · 
Philautus · 
Polypedates · 
Pseudophilautus · 
Raorchestes · 
Rhacophorus · 
Taruga · 
Theloderma